# Andrew Bennett (web-série)
 (octobre 2023).
 (janvier 2021).
Pour les articles homonymes, voir Andrew Bennett.
Andrew Bennett est une web-série fantastique créée et écrite par Superflame et réalisée par Kévin Payet. Le premier épisode est sorti le 1er décembre 2018 sur YouTube.
Andrew Bennett est tout d’abord un univers créé par le vidéaste web Superflame sous forme d'un récit audio, appelé alors La Porte de l'étrange. Cette forme audio a créé un certain engouement auprès de ses abonnés. À la suite de ce succès, c’est un roman et une bande dessinée qui sont mis sur les rails en même temps que la production de cette série.
La web-série est financée par un financement participatif via la plateforme de financement participative Ulule. La première saison est tournée en août 2018 dans la région de Montpellier,.

## Synopsis
L’inspecteur Hobbs piétine depuis plusieurs semaines sur des meurtres en série de sans abris. En plus d’être froidement abattus, les victimes se voient privées de leur œil gauche, retiré de manière chirurgicale. À la confusion de la police, s’ajoute la venue d’un homme, un certain Andrew Bennett, qui débarque au beau milieu d’un chantier avec une porte indestructible que lui seul peut ouvrir. Bennett n’est pas là par hasard. Il est sur la piste d’un livre interdit. Un ouvrage contenant le protocole d’un rituel magique permettant l’obtention d’un œil aux pouvoirs dévastateurs qui ne doit pas tomber entre de mauvaises mains.

## Fiche technique
- Titre original : Andrew Bennett
- Réalisation : Kévin Payet[6]
- Scénario : Superflame
- Musique : Rémi Pauvert
- Effets spéciaux : Samuel Debout
- Décors : Nicolas Ossorguine
- Production : Fréderic Perchet , Matthieu Gastou, Maïna Le Dantec
- Société de production : SoundLife
- Durée : 10 minutes
- Pays :  France
- Langue : français
- Genres : policier, fantastique
- Date de première diffusion : 1er décembre 2018

## Distribution
- Superflame : Andrew Bennett
- Frederick Perchet : Victor Hobbs
- Éric Pfaff : Commissaire Marlin
- David Vigroux : Jonathan Hillgram
- David Delayat : officier Schwartz
- Guillaume Beylard : officier Ruben
- Juan Jimenez : homme de main
- Cédrick Spinassou : Stanislas Braun
- Camille Lebreton : Mathilde Hobbs
- Candice Tiret : Samantha Meunier
- Derek Simon Robin : Dr Wagner
- Tara Martinez : officier Martinez
- Mickaël Collart : officier Bozman

## Liste des épisodes
| ? | #  | Titre               | Première diffusion | Code de prod. |
| --- | -- | ------------------- | ------------------ | ------------- |
| 1 | 1  | L'Homme de la porte | 1 décembre 2018    |               |
| Des policiers sont appelés parce qu’une porte magique est apparue en plein milieu d’un chantier. Ils rencontrent Andrew Bennett.                                         |    |                     |                    |               |
| 2 | 2  | Convoitise          | 3 décembre 2018    |               |
| L’enquête de l’inspecteur Hobbs sur les meurtres en série ne progresse pas. Bennett se rend compte que des individus dangereux convoitent le même objet magique que lui. |    |                     |                    |               |
| 3 | 3  | Le Collectionneur   | 5 décembre 2018    |               |
| Une famille entière est assassinée et la statuette magique est volée. Bennett et l’inspecteur Hobbs se méfient l’un de l’autre.                                          |    |                     |                    |               |
| 4 | 4  | Rendez-vous         | 8 décembre 2018    |               |
| L’inspecteur Hobbs et sa femme se rendent à la banque pour un prêt. De son côté, Bennett étend ses recherches et va à la rencontre de trois petites délinquants.         |    |                     |                    |               |
| 5 | 5  | Confessions         | 10 décembre 2018   |               |
| Après un accident avec les trois jeunes dealers, Bennett obtient une nouvelle piste à approfondir. Hobbs apprend que ce dernier est protégé par la DGSI.                 |    |                     |                    |               |
| 6 | 6  | Vert et rouge       | 12 décembre 2018   |               |
| Hobbs perd sa femme, victime du tueur en série qu’il recherche. Bennett intervient pour l’empêcher de commettre un acte malheureux. Il lui propose son aide.             |    |                     |                    |               |
| 7 | 7  | Billy Jack          | 15 décembre 2018   |               |
| Hobbs accepte de suivre Bennett pour remonter la piste du tueur. Ils vont à la rencontre de Billy Jack et obtiennent un nom: Jonathan Hillgram.                          |    |                     |                    |               |
| 8 | 8  | Kamimba             | 17 décembre 2018   |               |
| Jonathan Hillgram est trahi par son patron et le rituel magique est entamé. Hobbs comprend que Braun, son nouveau conseiller bancaire est derrière tout ça.              |    |                     |                    |               |
| 9 | 9  | Œil pour œil...     | 19 décembre 2018   |               |
| La planque des criminels découverte, l’assaut est lancé. Mais le pouvoir obtenu par Braun lui permet de contrôler n’importe qui et les forces de l’ordre s’entretuent.   |    |                     |                    |               |
| 10 | 10 | ...dent pour dent   | 22 décembre 2018   |               |
| Grâce à Bennett, Hobbs atteint Braun à son tour trahit par Hillgram: son pouvoir lui a été volé. Sans autre témoin que Bennett, Hobbs tue Braun. Hilllgram est en fuite. |    |                     |                    |               |

## Univers
L'univers de la web-série Andrew Bennett se classe dans un registre policier et fantastique. Ses aventures sont contées par Superflame dans d’autres œuvres audio, comme le Calendrier d'Avant la Fin des Temps, qui est aussi sorti en livre, ou encore Pic-au-Vent ne Répond Plus, Le mystère Marmotin et La cinquième porte.

## Diffusion
Andrew Bennett est diffusée à partir du 8 février 2020 sur la chaîne de télévision occitane ViàOccitanie.
L'audience de la série est de 771 000 vues en 2020[réf. nécessaire].